# Alf (postać historyczna)
Alf – Litwin służący w XIV wieku w zakonie krzyżackim, towarzysz księcia Kiejstuta.

## Ucieczka z Malborka
Postać Alfa jest wzmiankowana w kronice Wiganda z Marburga. W 1361 roku litewski książę Kiejstut został pojmany przez rycerzy krzyżackich i uwięziony w zamku w Malborku (współcześnie za jego miejsce uwięzienia uznaje się celę Witolda na zamku wysokim w Malborku). W czasie, gdy był uwięziony, poznał służącego w zakonie krzyżackim Alfa (właściwie Adolfa). Alf miał pochodzić z Litwy i urodzić się jako poganin; potem miał zostać ochrzczony i służyć w zakonie krzyżackim. W czasie uwięzienia Kiejstuta Alf pocieszał go i umożliwił mu ucieczkę z Malborka. Według części źródeł miał wraz z Kiejstutem uciec na Litwę.
Historia ta jest również wzmiankowana w dziele Versuch einer Geschichte der Hochmeister in Preußen Johanna Nicolausa Beckera, Preugsens ältere Geschichte Augusta von Kotzeubego i pracach Teodora Narbutta.

## W literaturze
Alf jest uznawany za jeden z pierwowzorów postaci Waltera Alfa z Konrada Wallenroda Adama Mickiewicza. Literackiego Waltera Alfa z Alfem historycznym łączy imię oraz to, że obaj urodzili się Litwinami i służyli w szeregach zakonu krzyżackiego. Mickiewicz tworząc Konrada Wallenroda korzystał z dzieł Beckera i Kotzeubego.
Poza tym postać Alfa jest wzmiankowana w utworze Ucieczka Kiejstuta z Malborga r. 1361 wchodzącym w skład Śpiewek o dawnych Litwinach do roku 1434 autorstwa Jana Czeczota, powieści Pabėgimas Petrasa Tarasenki i książce Vilniaus vardai Tomasa Venclovy.